# ギリシャ物語
『ギリシャ物語』とは（It's Greek to Me-ow!）は、ジーン・ダイッチによる「トムとジェリー」短編作品の一つ。
1961年12月7日公開。

## 内容
ギリシャの劣悪な環境に住んでいたトムは、豪華な家に住んでいたジェリーを食べようとするが、いつもどおり失敗。
仕方無くアクロポリスに乗り込むが、「猫はお断り」という看板があり、追い出され、ドタバタが数回あった後、最後にはアクロポリスから逃げだすトムの姿があった。

## 登場キャラクター
トム
ギリシャの劣悪な環境に住んでいる猫。ジェリーを捕まえようとするもことごとく逃げられたため、「猫お断り」のアクロポリス内へ銅像の頭部やゴミ箱をかぶって侵入する。だが例によってジェリーの反撃を喰らい、最後には「助けて!」と叫んでアクロポリスから逃げ出した。
ジェリー
豪華な家に住んでいるネズミ。トムを例によって様々な方法でボコボコにしアクロポリスから追い出した後、ゴミを捨てた。
観光客
正面の外階段を登ってアクロポリス内へ入っていくが、その後を猫のトムが銅像に化けて（落ちてきた銅像の頭部を自身の頭上に載せて正体を隠し）「カルガモ歩行」する形でついていく。
衛兵
「猫お断り」となっているアクロポリス内の警備を担当し、不審者に目を光らせる。最初は猫のトムを追い出すが、最後はそのトムが銅像に化けたりゴミ箱をかぶって侵入したのを見破れなかった。
馬車
ジェリーがトムを追い出すために走らせ、3頭の馬が牽引。トムが飛び乗った座席をジェリーが先頭部より切り離したため、トムは座席ごと外階段より転落しアクロポリスを追い出された。

## 備考
ジーン・ダイッチ期としては初のレオ・ザ・ライオンのロゴと音楽が被るようになった。